# Mobridge
Mobridge és una població dels Estats Units a l'estat de Dakota del Sud. Segons el cens del 2000 tenia 3.574 habitants.

## Demografia
Segons el cens del 2000, Mobridge tenia 3.574 habitants, 1.545 habitatges, i 948 famílies. La densitat de població era de 775,2 habitants per km².
Dels 1.545 habitatges en un 26,4% hi vivien nens de menys de 18 anys, en un 46,5% hi vivien parelles casades, en un 11,5% dones solteres, i en un 38,6% no eren unitats familiars. En el 35,1% dels habitatges hi vivien persones soles el 17,8% de les quals corresponia a persones de 65 anys o més que vivien soles. El nombre mitjà de persones vivint en cada habitatge era de 2,24 i el nombre mitjà de persones que vivien en cada família era de 2,88.
Per edats la població es repartia de la següent manera: un 24,3% tenia menys de 18 anys, un 7,4% entre 18 i 24, un 22,8% entre 25 i 44, un 23,2% de 45 a 60 i un 22,3% 65 anys o més.
L'edat mediana era de 41 anys. Per cada 100 dones de 18 o més anys hi havia 85,1 homes.
La renda mediana per habitatge era de 25.583 $ i la renda mediana per família de 31.026 $. Els homes tenien una renda mediana de 22.727 $ mentre que les dones 16.990 $. La renda per capita de la població era de 14.921 $. Entorn del 18,1% de les famílies i el 21,6% de la població estaven per davall del llindar de pobresa.

## Poblacions més properes
El següent diagrama mostra les poblacions més properes.